# Plivanje na OI 1984.

## Pojedinačna natjecanja

### 100 m slobodno
| Mjesto | Država     | Plivač         | Vrijeme      |
| ------ | ---------- | -------------- | ------------ |
| 1.     | SAD        | Ambrose Gaines | 49,80 s (OR) |
| 2.     | Australija | Mark Stockwell | 50,24 s      |
| 3.     | Švedska    | Per Johansson  | 50,31 s      |

| Mjesto | Država     | Plivačica            | Vrijeme |
| ------ | ---------- | -------------------- | ------- |
| 1.     | SAD        | Carrie Steinseifer   | 55,92 s |
|        | SAD        | Nancy Hogshead       | 55,92 s |
| 3.     | Nizozemska | Annemarie Verstappen | 56,08 s |

### 200 m slobodno
| Mjesto | Država   | Plivač         | Vrijeme             |
| ------ | -------- | -------------- | ------------------- |
| 1.     | Njemačka | Michael Groß   | 1:47,44 min (WR/OR) |
| 2.     | SAD      | Michael Heath  | 1:49,10 min         |
| 3.     | Njemačka | Thomas Fahrner | 1:49,69 min         |

| Mjesto | Država     | Plivačica            | Vrijeme     |
| ------ | ---------- | -------------------- | ----------- |
| 1.     | SAD        | Mary Wayte           | 1:59,23 min |
| 2.     | SAD        | Cynthia Woodhead     | 1:59,50 min |
| 3.     | Nizozemska | Annemarie Verstappen | 1:59,69 min |

### 400 m slobodno
| Mjesto | Država     | Plivač         | Vrijeme     |
| ------ | ---------- | -------------- | ----------- |
| 1.     | SAD        | George DiCarlo | 3:51,23 min |
| 2.     | SAD        | John Mykkanen  | 3:51,49 min |
| 3.     | Australija | Justin Lemberg | 3:51,79 min |

| Mjesto | Država                 | Plivačica        | Vrijeme          |
| ------ | ---------------------- | ---------------- | ---------------- |
| 1.     | SAD                    | Tiffany Cohen    | 4:07,10 min (OR) |
| 2.     | Ujedinjeno Kraljevstvo | Sarah Hardcastle | 4:10,27 min      |
| 3.     | Ujedinjeno Kraljevstvo | June Croft       | 4:10,27 min      |

### 1500 m + 800 m slobodno
| Mjesto | Država   | Plivač          | Vrijeme      |
| ------ | -------- | --------------- | ------------ |
| 1.     | SAD      | Michael O’Brien | 15:05,20 min |
| 2.     | SAD      | George DiCarlo  | 15:10,59 min |
| 3.     | Njemačka | Stefan Pfeiffer | 15:12,11 min |

| Mjesto | Država                 | Plivačica          | Vrijeme          |
| ------ | ---------------------- | ------------------ | ---------------- |
| 1.     | SAD                    | Tiffany Cohen      | 8:24,95 min (OR) |
| 2.     | SAD                    | Michele Richardson | 8:30,73 min      |
| 3.     | Ujedinjeno Kraljevstvo | Sarah Hardcastle   | 8:32,60 min      |

### 100 m leđno
| Mjesto | Država | Plivač        | Vrijeme |
| ------ | ------ | ------------- | ------- |
| 1.     | SAD    | Richard Carey | 55,79 s |
| 2.     | SAD    | David Wilson  | 56,35 s |
| 3.     | Kanada | Mike West     | 56,49 s |

| Mjesto | Država     | Plivačica        | Vrijeme     |
| ------ | ---------- | ---------------- | ----------- |
| 1.     | SAD        | Theresa Andrews  | 1:02,55 min |
| 2.     | SAD        | Betsy Mitchell   | 1:02,63 min |
| 3.     | Nizozemska | Jolanda de Rover | 1:02,91 min |

### 200 m leđno
| Mjesto | Država    | Plivač            | Vrijeme     |
| ------ | --------- | ----------------- | ----------- |
| 1.     | SAD       | Richard Carey     | 2:00,23 min |
| 2.     | Francuska | Frédéric Delcourt | 2:01,75 min |
| 3.     | Kanada    | Cameron Henning   | 2:02,37 min |

| Mjesto | Država     | Plivačica        | Vrijeme     |
| ------ | ---------- | ---------------- | ----------- |
| 1.     | Nizozemska | Jolanda de Rover | 2:12,38 min |
| 2.     | SAD        | Amy White        | 2:13,04 min |
| 3.     | Rumunjska  | Aneta Patrascoiu | 2:13,29 min |

### 100 m prsno
| Mjesto | Država     | Plivač          | Vrijeme             |
| ------ | ---------- | --------------- | ------------------- |
| 1.     | SAD        | Steve Lundquist | 1:01,65 min (WR/OR) |
| 2.     | Kanada     | Victor Davis    | 1:01,99 min         |
| 3.     | Australija | Peter Evans     | 1:02,97 min         |

| Mjesto | Država     | Plivačica          | Vrijeme          |
| ------ | ---------- | ------------------ | ---------------- |
| 1.     | Nizozemska | Petra van Staveren | 1:09,88 min (OR) |
| 2.     | Kanada     | Anne Ottenbrite    | 1:10,69 min      |
| 3.     | Francuska  | Catherine Poirot   | 1:10,70 min      |

### 200 m prsno
| Mjesto | Država     | Plivač         | Vrijeme             |
| ------ | ---------- | -------------- | ------------------- |
| 1.     | Kanada     | Victor Davis   | 2:13,34 min (WR/OR) |
| 2.     | Australija | Glenn Beringen | 2:15,79 min         |
| 3.     | Švicarska  | Étienne Dagon  | 2:17,41 min         |

| Mjesto | Država  | Plivačica        | Vrijeme     |
| ------ | ------- | ---------------- | ----------- |
| 1.     | Kanada  | Anne Ottenbrite  | 2:30,38 min |
| 2.     | SAD     | Susan Rapp       | 2:31,15 min |
| 3.     | Belgija | Ingrid Lempereur | 2:31,40 min |

### 100 m leptir
| Mjesto | Država     | Plivač         | Vrijeme         |
| ------ | ---------- | -------------- | --------------- |
| 1.     | Njemačka   | Michael Groß   | 53,08 s (WR/OR) |
| 2.     | SAD        | Pablo Morales  | 53,23 s         |
| 3.     | Australija | Glenn Buchanan | 53,85 s         |

| Mjesto | Država   | Plivačica       | Vrijeme     |
| ------ | -------- | --------------- | ----------- |
| 1.     | SAD      | Mary T. Meagher | 59,26 s     |
| 2.     | SAD      | Jenna Johnson   | 1:00,19 min |
| 3.     | Njemačka | Karin Seick     | 1:01,36 min |

### 200 m leptir
| Mjesto | Država     | Plivač          | Vrijeme             |
| ------ | ---------- | --------------- | ------------------- |
| 1.     | Australija | Jonathan Sieben | 1:57,04 min (WR/OR) |
| 2.     | Njemačka   | Michael Groß    | 1:57,40 min         |
| 3.     | Venezuela  | Rafael Vidal    | 1:57,51 min         |

| Mjesto | Država     | Plivačica       | Vrijeme          |
| ------ | ---------- | --------------- | ---------------- |
| 1.     | SAD        | Mary T. Meagher | 2:06,90 min (OR) |
| 2.     | Australija | Karen Phillips  | 2:10,56 min      |
| 3.     | Njemačka   | Ina Beyermann   | 2:11,91 min      |

### 200 m mješovito
| Mjesto | Država                 | Plivač            | Vrijeme             |
| ------ | ---------------------- | ----------------- | ------------------- |
| 1.     | Kanada                 | Alexander Baumann | 2:01,42 min (WR/OR) |
| 2.     | SAD                    | Pablo Morales     | 2:03,05 min         |
| 3.     | Ujedinjeno Kraljevstvo | Neil Cochran      | 2:04,38 min         |

| Mjesto | Država     | Plivačica       | Vrijeme          |
| ------ | ---------- | --------------- | ---------------- |
| 1.     | SAD        | Tracy Caulkins  | 2:12,64 min (OR) |
| 2.     | SAD        | Nancy Hogshead  | 2:15,17 min      |
| 3.     | Australija | Michele Pearson | 2:15,92 min      |

### 400 m mješovito
| Mjesto | Država     | Plivač            | Vrijeme             |
| ------ | ---------- | ----------------- | ------------------- |
| 1.     | Kanada     | Alexander Baumann | 4:17,41 min (WR/OR) |
| 2.     | Brazil     | Ricardo Prado     | 4:18,46 min         |
| 3.     | Australija | Robert Woodhouse  | 4:20,50 min         |

| Mjesto | Država     | Plivačica        | Vrijeme     |
| ------ | ---------- | ---------------- | ----------- |
| 1.     | SAD        | Tracy Caulkins   | 4:39,24 min |
| 2.     | Australija | Suzanne Landells | 4:48,30 min |
| 3.     | Njemačka   | Petra Zindler    | 4:48,57 min |

## Štafetna natjecanja

### 4x100 m slobodno
| Mjesto | Država     | Plivači                                                        | Vrijeme             |
| ------ | ---------- | -------------------------------------------------------------- | ------------------- |
| 1.     | SAD        | Christopher Cavanaugh Michael Heath Matt Biondi Ambrose Gaines | 3:19,03 min (WR/OR) |
| 2.     | Australija | Gregory Fasala Neil Brooks Michael Delany Mark Stockwell       | 3:19,68 min         |
| 3.     | Švedska    | Thomas Lejdström Bengt Baron Mikael Örn Per Johansson          | 3:22,69 min         |

| Mjesto | Država     | Plivačice                                                       | Vrijeme     |
| ------ | ---------- | --------------------------------------------------------------- | ----------- |
| 1.     | SAD        | Jenna Johnson Carrie Steinseifer Dara Torres Nancy Hogshead     | 3:43,43 min |
| 2.     | Nizozemska | Annemarie Verstappen Elles Voskes Desi Reijers Conny van Bentum | 3:44,40 min |
| 3.     | Njemačka   | Iris Zscherpe Susanne Schuster Christiane Pielke Karin Seick    | 3:45,56 min |

### 4x200 m slobodno
| \| Mjesto \| Država \| Plivači \| Vrijeme \| \| ------ \| ---------------------- \| ------------------------------------------------------------ \| ------------------- \| \| 1. \| SAD \| Michael Heath David Larson Jeffrey Float Lawrence Hayes \| 7:15,69 min (WR/OR) \| \| 2. \| Njemačka \| Thomas Fahrner Dirk Korthals Alexander Schowtka Michael Groß \| 7:15,73 min \| \| 3. \| Ujedinjeno Kraljevstvo \| Neil Cochran Paul Easter Paul Howe Andrew Astbury \| 7:24,78 min \| | Utrka nije bila u ženskom programu natjecanja |                                                              |                     |
| Mjesto | Država                                        | Plivači                                                      | Vrijeme             |
| 1. | SAD                                           | Michael Heath David Larson Jeffrey Float Lawrence Hayes      | 7:15,69 min (WR/OR) |
| 2. | Njemačka                                      | Thomas Fahrner Dirk Korthals Alexander Schowtka Michael Groß | 7:15,73 min         |
| 3. | Ujedinjeno Kraljevstvo                        | Neil Cochran Paul Easter Paul Howe Andrew Astbury            | 7:24,78 min         |

### 4x100 m mješovito
| Mjesto | Država     | Plivači                                                    | Vrijeme             |
| ------ | ---------- | ---------------------------------------------------------- | ------------------- |
| 1.     | SAD        | Richard Carey Steve Lundquist Pablo Morales Ambrose Gaines | 3:39,30 min (WR/OR) |
| 2.     | Kanada     | Mike West Victor Davis Tom Ponting Sandy Goss              | 3:43,23 min         |
| 3.     | Australija | Mark Kerry Peter Evans Glenn Buchanan Mark Stockwell       | 3:43,25 min         |

| Mjesto | Država   | Plivačice                                                     | Vrijeme     |
| ------ | -------- | ------------------------------------------------------------- | ----------- |
| 1.     | SAD      | Theresa Andrews Tracy Caulkins Mary T. Meagher Nancy Hogshead | 4:08,34 min |
| 2.     | Njemačka | Svenja Schlicht Ute Hasse Ina Beyermann Karin Seick           | 4:11,97 min |
| 3.     | Kanada   | Reema Abdo Anne Ottenbrite Michelle MacPherson Pamela Rai     | 4:12,98 min |

## Objašnjenje kratica
- AF = Afrički rekord
- AM = Američki rekord
- AS = Azijski rekord
- ER = Europski rekord
- OC = Oceanijski rekord
- OR = Olimpijski rekord
- WR = Svjetski rekord